# Giuseppe Luigi Provana di Collegno
Giuseppe Maria Luigi Giacinto Provana, conte di Collegno (Torino, 25 maggio 1785 – Torino, 6 febbraio 1854), fu un nobile piemontese, più volte sindaco di Torino tra il 1822 e il 1831.

## Biografia
Nacque a Torino da Giuseppe Francesco Giovanni Nepomuceno Provana di Collegno e da Anna Morand de St. Sulpice di Chambery. Il nonno Giuseppe Giovanni era stato sindaco di Torino nel 1750 e vicario di politica e polizia.
Nel 1808 sposò Irene Salomone di Serravalle, figlia del conte Luigi e di Teresa Avogadro della Motta. 
Nel 1814 divenne decurione della città di Torino; nel 1819 vicario e soprintendente generale di polizia e politica; fu sindaco della capitale sabauda tre volte, nel 1822, nel 1830 e nel 1831.
Nel 1831 fu nominato consigliere di Stato ordinario; nel 1833 commendatore dei SS. Maurizio e Lazzaro; nel 1840 presidente capo e controllore generale delle regie finanze.
Il fratello Giacinto fu militare e geologo.